# БМП-1У

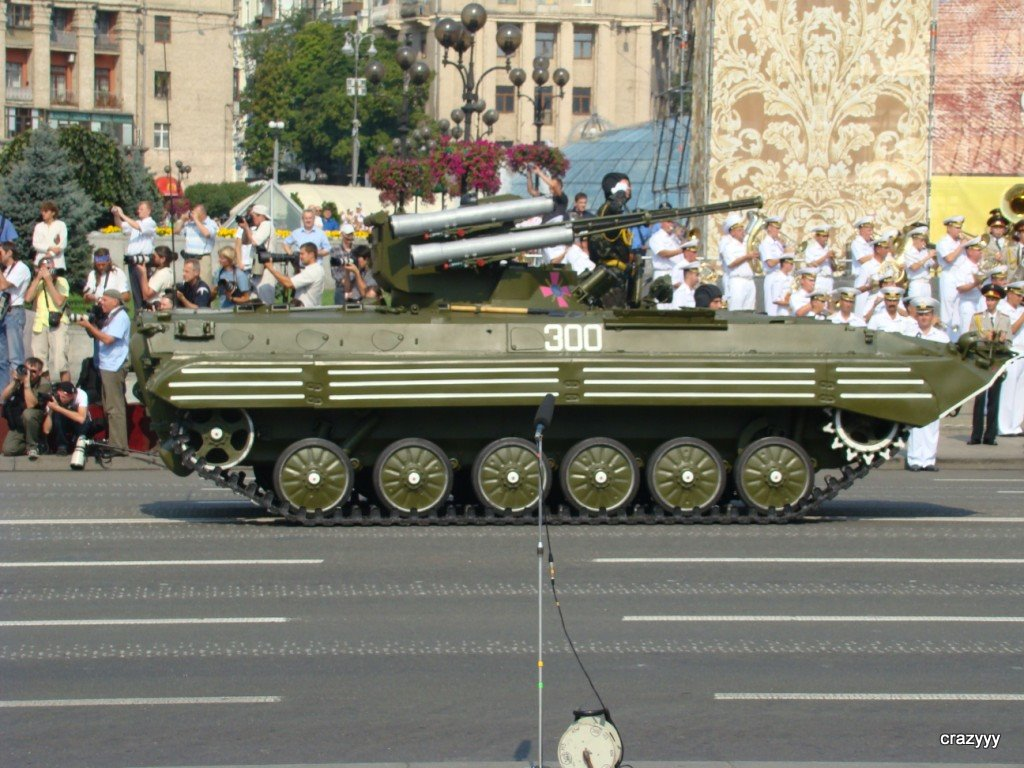
БМП-1У «Шквал» під час параду до Дня Незалежності, Київ, 2008 рік.

БМП-1У — серія українських модернізацій БМП-1. Замість штатної башти встановлюються бойові модулі українського виробництва - «Шквал», «Стилет» тощо.

## Історія створення
Розроблено в кінці 1990-х - початку 2000-х років у Науково-технічному центрі артилерійсько-стрілецького озброєння міста Києва в рамках ДКР «Бліндаж». Вперше була продемонстрована 24 серпня 2001 року на параді на честь дня Незалежності України. Встановлене нове обладнання зайняло більший обсяг у порівнянні зі старим бойовим відділенням, що скоротило кількість пасажирів до 6 чоловік. На БМП були встановлені нові видозмінені надгусеничні крила-поплавці для кращої плавучості, гусениці і ведучі колеса від БМП-2. Оснащена стабілізатором озброєння СВУ-500 (маса до 90 кг, напрацювання до 1000 годин і термін служби 20 років) в ролі СКВ. 

## Опис

### Озброєння
- 30-мм автоматичні гармати, ЗТМ-1 (КБА-2) і ЗТМ-2 з боєкомплектом 360 снарядів, з яких 126 бронебійно-трасуючих БТ і 234 уламково-фугасно-запальних і уламково-трасуючих ОФЗ і ВІД. Дальність стрільби - 2000 м для снарядів БТ, 4000 м для ОФЗ і ВІД, 2500 м по повітряних цілях, 1100 - прямою наводкою;
- 7,62-мм кулемет КТ-7,62 і 12,7-мм крупнокаліберний кулемет КТ-12,7 із загальним боєкомплектом 2000 патронів;
- Комплекс ПТРК «Бар'єр» / «Конкурс» / ПТРК «Комбат» - 2 x ПТКР 9П135М (від 75 до 2000 метрів, 4 ракети);
- 30-мм автоматичний гранатомет АГ-17 «Полум'я» / АГС-17 з боєкомплектом 116 гранат (29 в основі, 87 в резерві);
- ПЗРК «Ігла»;
- Шість 81-мм аерозольних установок для стрільби димовими гранатами.[1]

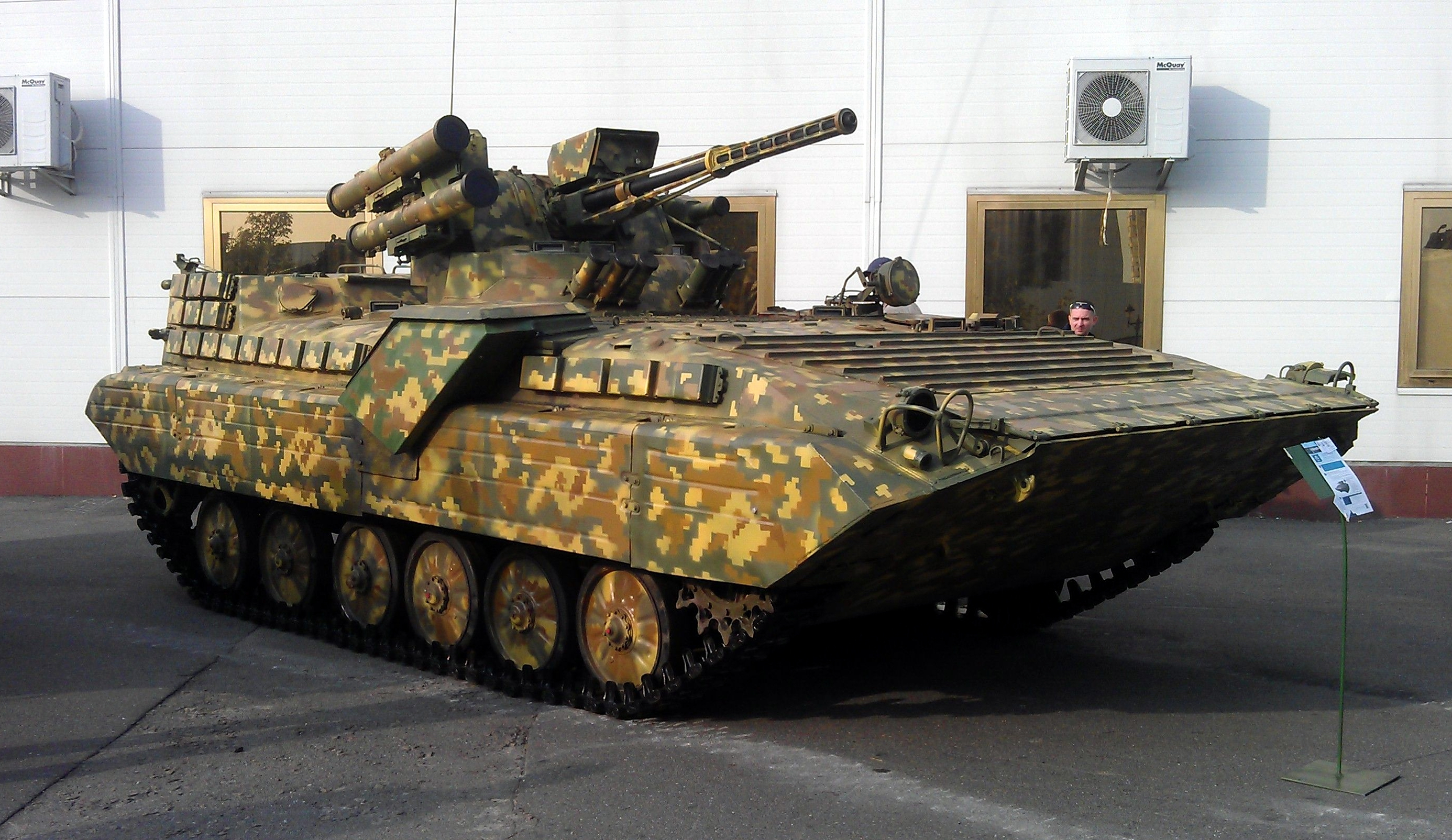
БМП-1УМ в експозиції Житомирського бронетанкового заводу Виставка "Зброя та безпека", Київ, вересень 2015 рік.

### Прицільні пристосування
- Електронно-оптичний приціл ТКН-3Б;
- Оптико-телевізійний приціл ОТП-20;
- Лазерний далекомір ВДЛ-2;
- Перископний зенітний приціл ПЗУ-7М (ПЗУ-8).

### Електронне обладнання
- Обертовий трансформатор ВТ11;
- Електродвигун ЕДМ-20М потужністю 500 Вт;
- Статичний перетворювач СП10 замість електромашинного ПТ200Ц-III;
- Два типи оптико-телевізійного прицільного комплексу ОТП-20, «Тандем» та «Тандем-М»;
- Лазерний далекомір ВДЛ-2.

### Засоби зв'язку

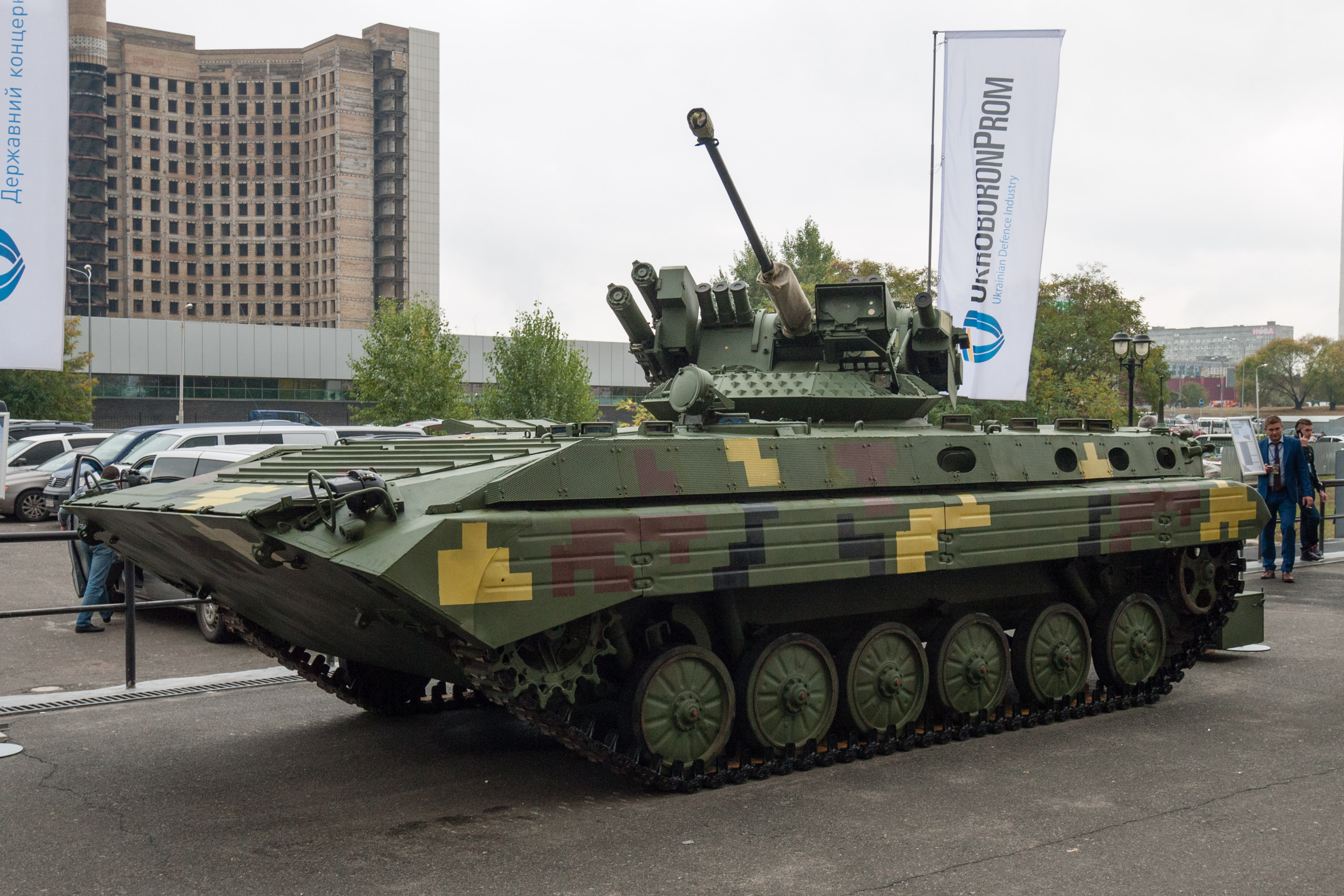
БМП-1УМД на виставці «Зброя і захист - 2016»

- УКХ станція Р-123М;
- Телефонний пристрій Р-124.

### Відмінні особливості
- Машина має можливість вести вогонь протитанковими керованими ракетами з наведенням від стабілізатора (режим УПР);
- Мінімальні швидкості наведення складають до 0,02 град./сек;
- Наявний режим установки башти і блоку озброєння на кути заряджання боєприпасами;
- Наявний режим приведення у вихідне положення при проходженні БМП по вузькій трасі;
- Наявний режим уникнення блоком озброєння перешкод на корпусі БМП.

## Модифікації

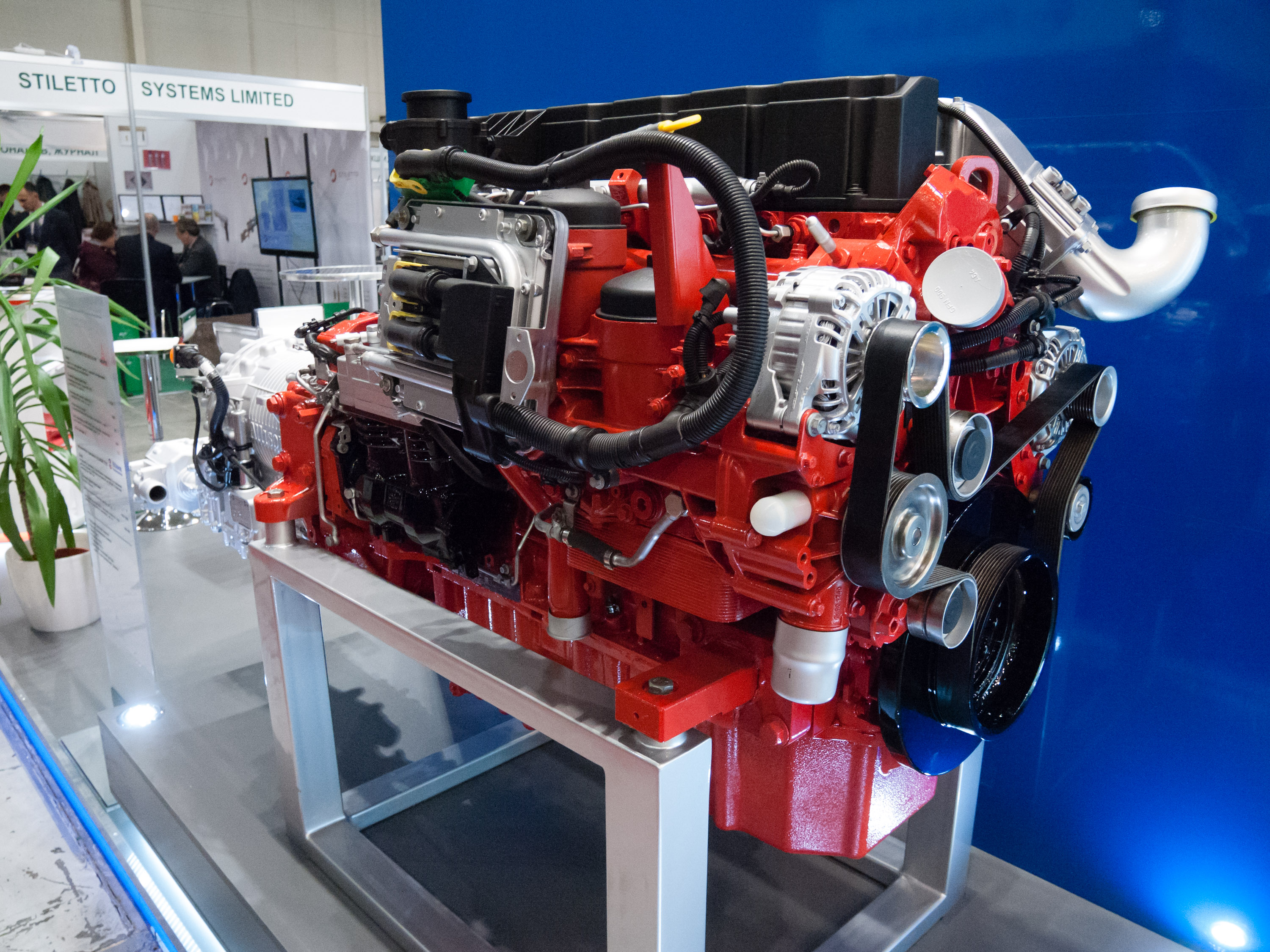
Двигун Deutz TCD2013 L64V.

- БМП-1У «Шквал» — базова модель.
- БМП-1М — експортна модифікація БМП-1У «Шквал» з бойовим модулем «Шквал» або «Шквал А», отримала новий прицільний комплекс «Тандем-2» і протитанкові ракети комплексу «Бар'єр».[2]
- БМП-1УМ — модифікація БМП-1 з оновленим двигуном, модифікованим корпусом і бойовим модулем «Шквал». БМП-1УМ використовує двигун 3ТД-2, уніфікований з харківськими танковими двигунами, замість російського УТД-20. Командир отримав приціл ТКН-3Б з високочутливими камерами, що здатен транслювати картинку для сусідніх бойових машин. Корма корпусу піднята на 15см для зручності десанту, і встановлено відкидну апарель з механічним приводом. Десантний відсік захищають блоки динамічного захисту «Контакт-1», а корпус був додатково підсилений арамідними вставками. Встановлено екран-дефлектор для маскування вихлопу. Надгусеничні крила-поплавці були збільшені у об'ємі для підвищення плавучості[3][4].
- БМП-1УМД — модифікація БМП-1У з двигуном Deutz TCD2013 L64V замість російського УТД-20.[5] Озброєння — бойовий модуль «Стилет».

## Оператори
- Україна
- Грузія — в 2007 році замовлені і в період до початку війни в Південній Осетії отримані 15 БМП-1У[6].
- Росія — деяку кількість було захоплено російською армією під час російсько-грузинської війни 8-13 серпня 2008 року. У вересні 2023 року стало відомо, що ці машини взяли участь у російському вторгненні в Україну[7].
- Чад — в 2013 році БМП-1У збройних сил республіки Чад брали участь у військовій операції в Малі на стороні профранцузької коаліції[8]
- Туркменістан